# Jean-Baptiste d'Estienne du Bourguet
Pour les articles homonymes, voir Famille d'Estienne, Estienne et Bourguet.
Jean-Baptiste d'Estienne du Bourguet, né le 25 février 1760 à Aix-en-Provence et mort le 25 février 1821 en cette même ville, est un capitaine de vaisseau et mathématicien français, auteur d'un Art du calcul astronomique à l'usage des navigateurs (1801), du Traités de calcul différentiel et intégral (1810) et d'articles dans le journal de mathématiques les Annales de Gergonne.

## Biographie

### Origines et carrière militaire
Jean-Baptiste d'Estienne du Bourguet est issu d'une famille provençale. Dans un portrait consacré au mathématicien, C. Gerini écrit en note : « la famille Dubourguet changea souvent de nom, le prénom Étienne (ou Estienne) venant du nom de famille qui fut suivant les époques : Estienne, D’Estienne, Gaufridy Dubourguet, Bourguet, Du Bourguet, et enfin  Dubourguet ».
Il est né le 25 février 1760 à Aix-en-Provence de Pierre Guillaume d'Estienne de Gaufridy, baron de Saint-Estève, seigneur du Bourguet, de Lagneros et d'Auriac,, conseiller au parlement d'Aix, et de Françoise de Felix de Creisset.
Il fait d'abord une carrière d’officier de marine, de 1775 à 1801, durant laquelle il participe à la guerre d’Indépendance des États-Unis dans l’escadre de l’amiral de Grasse et sert sur le Uon, le Hardi, l’Hector et le Neptune.
Après une enquête du ministère de la police de Bonaparte sur ses origines, il est amnistié en 1801 (son nom ne figure apparemment pas sur la liste des émigrés fidèles au roi, même si ce dernier, le futur Louis XVIII, le fait chevalier de l'ordre de Saint-Louis en 1795).
Vers 1800, il cesse tout lien avec sa famille qui le considère comme traître à la fidélité du roi et devient en 1801 professeur de mathématiques au Prytanée Français, Collège de Paris, qui deviendra le Lycée Impérial sous le règne de Napoléon, puis le Lycée Louis-le-Grand. Il est enseignant dans cet établissement jusqu'à sa mise à la retraite en 1815. Il quitte alors Paris et s'installe à Dieppe  où il est professeur d'hydrographie. Il meurt le 25 février 1821 à Aix-en-Provence,.

### Le mathématicien
« On connaît surtout de du Bourguet son ouvrage intitulé L’art du calcul astronomique des navigateurs, porté à un plus haut degré d’exactitude que celui auquel il était déjà parvenu, quoique souvent simplifié, et démontré de manière à être fort aisément compris par tous ceux qui ont quelques notions des mathématiques et de l’astronomie, publié à Paris, chez Firmin Didot, en 1801 (an X) sous le nom de Jean-Baptiste d’Estienne du Bourguet, et réédité par la suite. Cet ouvrage fut dans un premier temps assez mal reçu.

« M. du Bourguet s'est tracé un plan plus instructif et plus étendu : il s'applique à démontrer, d'une manière rigoureuse et souvent nouvelle, toutes les règles qui doivent diriger le navigateur ; à chercher des solutions directes de tous les problèmes nautiques ; et quand la nature de la question n'en permet pas de ce genre, au lieu de se borner, comme on fait ordinairement, aux essais et aux approximations successives, il cherche, dans le calcul différentiel, les corrections que demandent les suppositions qu'il a été forcé de faire au commence du calcul. Cette démarche est plus géométrique et plus satisfaisante pour l'esprit ; elle doit souvent conduire à des résultats plus courts et plus sûrs. Ainsi, l'idée fondamentale de cet ouvrage mérite déjà la reconnaissance des navigateurs et l'approbation des savants. »
On connaît moins ses Opuscules mathématiques publiés à Leyde en 1794, chez les frères Muray : on y trouve un mélange de mathématiques élémentaires (résolution d’équations, formules de trigonométrie) et de calculs plus spécifiquement liés à la navigation (ce qu’il appelle la partie astronomique du métier de la mer ou problèmes de Navigo-astronomie).
De même, ses Éléments d’algèbre à l’usage du Prytanée Français, ouvrage mineur publié en 1802, ne sont pas restés dans les mémoires : leur véritable intérêt tient au fait qu’ils confirment des éléments de biographie parfois difficiles à coordonner, et en l’occurrence son emploi de professeur de mathématiques en ce collège de Paris du Prytanée français cette année-là.

Ses Traités élémentaires de Calcul différentiel et de calcul intégral sont à présent quant à eux un peu mieux connus depuis leur numérisation par le service central de documentation des universités de Strasbourg. »
Il contribue par de nombreux articles au premier journal français entièrement consacré aux mathématiques: les Annales de mathématiques pures et appliquées de Gergonne :
- « Formule nouvelle pour calculer les logarithmes », Annales de Gergonne, T. II (1811-1812), p. 69-72
- « Lettre de M. du Bourguet, professeur de mathématiques spéciales au lycée impérial, aux rédacteurs des Annales », Annales de Gergonne, T. II (1811-1812), p. 286-287
- « Analyse élémentaire. Démonstration du principe qui sert de fondement à la théorie des équations », T. II (1811-1812), p. 338-340 avec réponse de M. Bret : Observation sur une démonstration donnée par M. du Bourguet du principe qui sert de fondement à la théorie des équations algébriques », par M.Bet, T. III ‘1812-1813) p. 33-34 ; réponse à nouveau de du Bourguet p. 94-97.
- « Trigonométrie. Démonstration de quelques formules trigonométriques nouvelles ou peu connue », Annales de Gergonne, T. III (1812-1813), p. 19-25
- « Correspondance », Annales de Gergonne, T. III (1812-1813), p. 94-97
- « Correspondance. Lettre de M. du Bourguet, professeur de mathématiques spéciales au lycée impérial », Annales de Gergonne, T. III (1812-1813), p. 139-140
- Questions résolues. (du Bourguet; Cardinali; Lanjuinais; Le Grand)
- « Solutions du problème d’analyse indéterminée, proposé à la page 140 de ce volume », Annales de Gergonne, T. III (1812-1813), p. 241-243
- « Algèbre élémentaire. Démonstrations élémentaires du théorème de d’Alembert sur la forme des imaginaires », Annales de Gergonne, T. IV (1813-1814), p. 20-25
- « Sur la démonstration du principe qui sert de fondement à la théorie générale des équations algébriques », Annales de Gergonne, T. IV (1813-1814); p. 56-58
- « Analyse transcendante. Intégration, sous forme finie, de quelques fonctions différentielles circulaires », Annales de Gergonne', T. IV (1813-1814), p. 72-78
- « Géométrie transcendante. Théorie géométrique de la cycloïde », Annales de Gergonne, T. VI (1815-1816), p. 29-45

## Sources et bibliographie
- Christian Gerini Enseigner les mathématiques au XIXe siècle IREM. No 83 - avril 2011.
- Christian Gérini, Les Annales de Gergonne: apport scientifique et épistémologique dans l'histoire des mathématiques, Ed. du Septentrion, Villeneuve d'Ascq, 2003.
- Intégrale des Annales de Gergonne, dont les articles de du Bourguet: Les Annales de Gergonne
- G. Schubring, 2005, Conflicts between Generalization, Rigor, and Intuition
- Number Concepts Underlying the Development of Analysis in 17–19th Century in France and Germany, Sringer New York, Collection “Sources and Studies in the History of Mathematics and Physical Sciences”. En particulier le chapitre V (Gert Schubring): Le Retour du Refoulé: The Role of Lazare Carnot and his Conceptions.
- Archives de l'observatoire de Paris : Correspondance entre d'Estienne du Bourguet et Delambre (les cotes précèdent les intitulés):

- T43(5) : Application à différents exemples d'une formule de M. du Bourguet pour réduire les distances apparentes de la Lune, du Soleil et des étoiles.
- Z127(1) : Lettre de du Bourguet à Delambre, Paris, 11 brumaire an X. Au sujet d'un compte-rendu peu favorable, fait par Delambre devant la Classe de Mathématiques de l'Institut, sur un ouvrage d'astronomie nautique de du Bourguet.
- Z127(2) : Lettre de du Bourguet à Delambre, 17 brumaire an X. Réponse à une lettre de Delambre, datée du 13 brumaire, sur l'ouvrage de du Bourguet.
- Z127(3) : Lettre de du Bourguet à Delambre, 23 brumaire an X. Réponse à des remarques de Delambre sur l'ouvrage de du Bourguet.
- Z127(4) : Réponses aux remarques du citoyen Delambre sur “L'Art astronomique des Navigateurs” par du Bourguet.
- Z127(5) : Réplique aux réponses du cit. du Bourguet. Notes de Delambre en marge d'un document de Lalande.
- Gustave Chaix d'Est-Ange, Dictionnaire des familles françaises anciennes ou notables à la fin du XIXe siècle, imprimerie C. Hérissey (Évreux), 1918, tome  XVI, page 278 : famille d'Estienne du Bourguet.